# Hans Pedersen (tornász, 1878)
Hans Laurits Pedersen (Odense, 1878. november 7. – Frederiksberg, 1957. május 13.) olimpiai ezüstérmes dán tornász.
Az 1906. évi nyári olimpiai játékokon indult tornában és csapat összetettben ezüstérmes lett. (Később ezt az olimpiát a Nemzetközi Olimpiai Bizottság nem hivatalosnak nyilvánította)
Klubcsapata a Københavns Gymnastikforening volt.